# Manuelinik
Manuelinik (portugisisk: estilo manuelino, også kaldet Portugisisk sengotik, er en portugisisk byggestil, der opstod i 1500-tallet under den portugisiske renæssance og tiden under de portugisiske opdagelsesrejsende. Manuelinsk arkitektur har maritime elementer og inspiration fra opdagelserne under rejserne foretaget af Vasco da Gama og Pedro Álvares Cabral. 
Et eksempel er Belémtårnet i Lissabon, der karakteriseres som Manuelisk-Gotisk.